# Huta Miedzi „Legnica”
Huta Miedzi „Legnica” – najstarsza huta miedzi na terenie Polski. Położona w Legnicy.

## Historia
Wybudowana została w latach 1950–1952 jako Legnickie Zakłady Metalurgiczne im. W. Lenina przy udziale polskich i radzieckich specjalistów. Przeznaczona była do obsługi tzw. starego zagłębia miedziowego (kopalnie „Lena”, Nowy Kościół i „Konrad” w rejonie miejscowości Złotoryja i Wilków).
19 marca 1959 r. Legnickie Zakłady Metalurgiczne przekształcono w Hutę Miedzi „Legnica” (zdolność produkcyjna – 12,5 tys. ton miedzi elektrolitycznej rocznie).
Po odkryciu przez Jana Wyżykowskiego w 1957 olbrzymich złóż rud miedzi pod Lubinem, zakład zmodernizowano.
Budowa nowych kopalń „Lubin” i „Polkowice” skutkowały rozbudową huty i zwiększeniem zdolności produkcyjnej do 60 tys. ton rocznie – od 1960 r. Wówczas huta została częściowo zastąpiona przez Hutę Miedzi Głogów (zob. Biechów, Wróblin Głogowski);
W lipcu 1970 r. HM „Legnica” weszła w skład Kombinatu Górniczo-Hutniczego Miedzi.
W roku 2014 HM „Legnica” wytwarzała rocznie ponad 100 tysięcy ton wysokiej jakości miedzi elektrolitycznej w postaci katod i ok. 15–20 tysięcy ton w postaci wlewków. Zakład zatrudniał około 1200 osób i około 300 w firmach kooperujących na terenie huty.
W czerwcu 2019 roku w hucie został oddany do użytku pierwszy w Polsce piec WTR (wychylno-topielno-rafinacyjny), przeznaczony do przetopu złomu miedzi. Koszt inwestycji wyniósł 250 mln zł. Piec pozwoli na wzrost mocy produkcyjnej huty ze 114 do 160 tys. ton miedzi rocznie.

## Przypisy

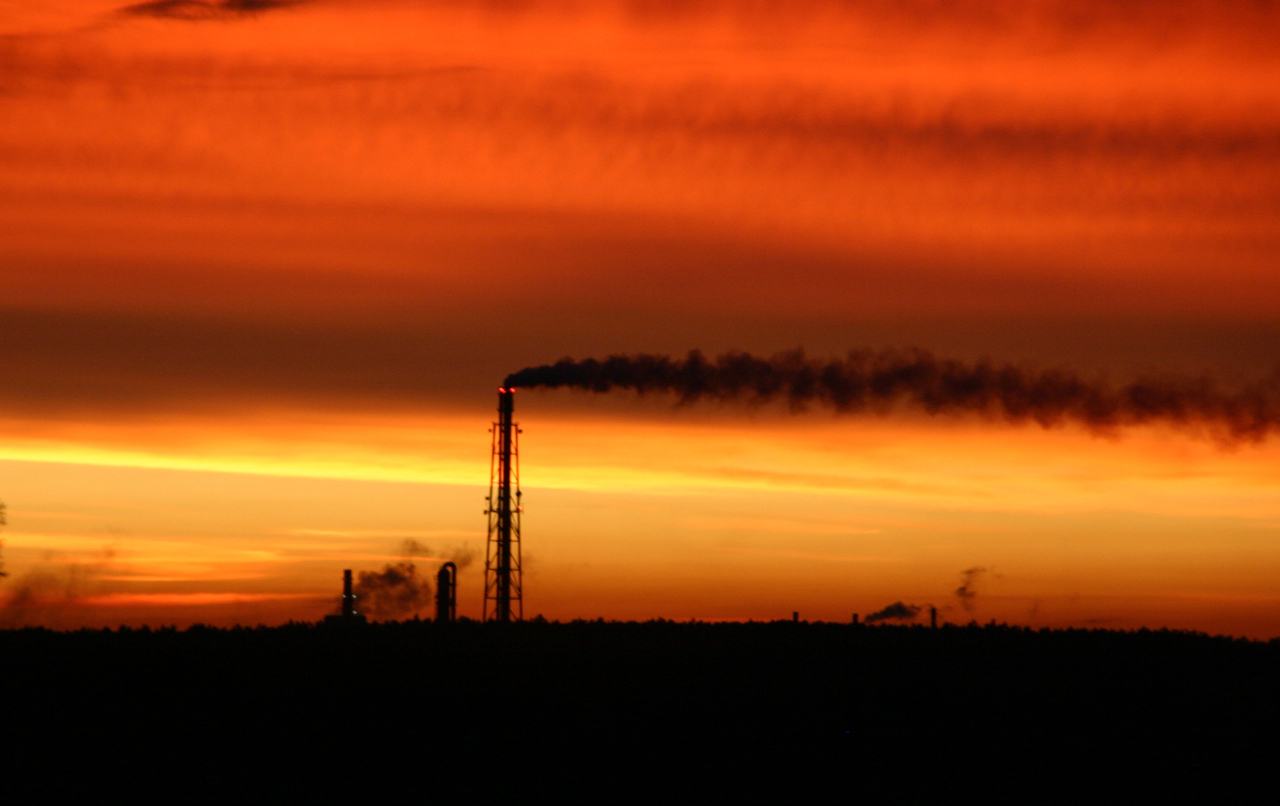
Huta Miedzi Legnica wieczorem